# Liste der deutschen Bundesländer nach Armutsgefährdungsquote
Die Liste der deutschen Bundesländer nach Armutsgefährdungsquote sortiert die Bundesländer Deutschlands nach ihrer Armutsgefährdungsquote im Jahr 2016. Als armutsgefährdet gelten, laut der EU-weiten Definition, alle Personen, deren Einkommen nach Sozialtransfers bei unter 60 % des mittleren Äquivalenzeinkommens liegt. In Deutschland liegt diese Einkommensgrenze 2021 bei 1.251 Euro für einen Einpersonenhaushalt und bei 2.627 Euro für einen Haushalt mit 2 Erwachsenen und 2 Kindern unter 14 Jahren. Dabei handelt es sich um monatlich zur Verfügung stehende Einnahmen. Alle Zahlen wurden vom Statistischen Bundesamt ermittelt.

## Liste
Angegeben ist die Armutsgefährdungsquote der Bundesländer relativ zum Bundesmedian und relativ zum Landesmedian, wobei der Landesmedian von der Einkommenssituation im jeweiligen Bundesland abhängt und in Baden-Württemberg (1.055 € für einen Einpersonenhaushalt) am höchsten und in Sachsen-Anhalt (840 €) am niedrigsten liegt.
| Rang | Bundesland                          | Armutsgefährdungsquote (Bundesmedian) | Armutsgefährdungsquote (Landesmedian) |
| ---- | ----------------------------------- | ------------------------------------- | ------------------------------------- |
| 1    | Bremen                              | 22,6 %                                | 18,2 %                                |
| 2    | Sachsen-Anhalt                      | 21,4 %                                | 14,0 %                                |
| 3    | Mecklenburg-Vorpommern              | 20,4 %                                | 13,5 %                                |
| 4    | Berlin                              | 19,4 %                                | 16,6 %                                |
|      | Neue Länder einschl. Berlin         | 18,4 %                                | 13,5 %                                |
| 5    | Nordrhein-Westfalen                 | 17,8 %                                | 16,7 %                                |
| 6    | Sachsen                             | 17,7 %                                | 12,4 %                                |
| 7    | Saarland                            | 17,2 %                                | 16,6 %                                |
| 8    | Thüringen                           | 17,2 %                                | 12,0 %                                |
| 9    | Niedersachsen                       | 16,7 %                                | 16,0 %                                |
| 10   | Brandenburg                         | 15,6 %                                | 13,4 %                                |
| 11   | Rheinland-Pfalz                     | 15,5 %                                | 16,6 %                                |
| 12   | Hessen                              | 15,1 %                                | 16,5 %                                |
| 13   | Schleswig-Holstein                  | 15,1 %                                | 16,2 %                                |
|      | Früheres Bundesgebiet (ohne Berlin) | 15,0 %                                | 16,2 %                                |
| 14   | Hamburg                             | 14,9 %                                | 18,3 %                                |
| 15   | Bayern                              | 12,1 %                                | 14,9 %                                |
| 16   | Baden-Württemberg                   | 11,9 %                                | 15,4 %                                |
|      | Deutschland                         | 15,7 %                                | 15,7 %                                |